# نبرد تسیتساموری
نبرد تسیتساموری (گرجی: წიწამურის ბრძოლა) در سال ۱۶۱۵ بین ارتش پادشاهی کاختی به رهبری تهمورث‌خان گرجی و پادشاهی صفوی به رهبری علی‌قلی خان درگرفت.

## نبرد
این جنگ پس از آغاز شورش تهمورث‌خان گرجی، داود جندیری و نودار جرجادزه در ۱۵ سپتامبر ۱۶۱۵ رخ داد. شاه عباس اول، سرلشکر خود، علی قلی خان شاملو را با ۱۵۰۰۰ مبارز قزلباش برای سرکوبی قیام فرستاد. استحکامات در نزدیکی روستای تسیتساموری بود. گرجیان در نیمروز به اردوگاه سپاه ایران حمله کردند. تهمورث‌خان شخصاً مرکز ارتش خود را فرماندهی می‌کرد، در حالی که داود و نودار به ترتیب در جناح راست و چپ فرماندهی می‌کردند. پس از انهدام مرکز ارتش قزلباش ایران، جناح‌های ایرانی به راحتی شکست خوردند. گرجی‌ها ایرانیان در حال عقب‌نشینی را زیر پا گذاشتند و بیشتر آنها را کشتند، در حالی که برخی در رودخانه‌های کورا و آراگوی غرق شدند. گرجی‌ها در این رزم غنائم زیادی به دست آوردند.

## پیامد
علی‌رغم پیروزی مهمی که گرجی‌ها در سال ۱۶۱۵ به دست آوردند، شورش در سال بعد زمانی که شاه عباس اول شخصاً با ارتش بسیار بزرگ‌تر حمله دوم را رهبری کرد، در فتح تفلیس و نبرد گوگجه سرکوب شد. تهمورث‌خان بار دیگر به ایمرتیا گریخت. شاه که نتوانست جنگ پارتیزانی شورشیان را متوقف کند، روستاها و شهرها را یکی یکی به آتش کشید و ۱۰۰۰۰۰ گرجی را کشت و ۱۵۰۰۰۰ تا ۲۰۰۰۰۰ نفر را به ایران تبعید کرد.